# Pommereuil
Pommereuil és un municipi francès, situat a la regió dels Alts de França, al departament del Nord. L'any 2006 tenia 742 habitants. Limita al nord amb Forest-en-Cambrésis, a l'est amb Ors, al sud amb Bazuel i a l'oest amb Le Cateau-Cambrésis.

## Demografia
| 1962                                       | 1968 | 1975 | 1982 | 1990 | 1999 | 2006 |
| ------------------------------------------ | ---- | ---- | ---- | ---- | ---- | ---- |
| 672                                        | 701  | 756  | 707  | 752  | 717  | 742  |
| Des de 1962: població sense dobles comptes |      |      |      |      |      |      |

## Administració
| Període | Identitat     | Partit |
| ------- | ------------- | ------ |
| 2001-   | Marc Dufrenne | PS     |